# Ozdravitev pohabljenega in vstajenje Tabite
Ozdravitev pohabljenega in vstajenje Tabite je Masolinova freska, ki je del okrasja Brancaccijeve kapele v cerkvi Santa Maria del Carmine v Firencah. Delo, ki ga je mogoče datirati okoli 1424-1425 (260 x 599 cm), prikazuje dva čudeža sv. Petra, ki sta se zgodila v različnih časih in krajih (Apostolska dela Apd 9,32-35 in Apd 9,36-43 in je najdena v srednjem registru desne stene.

## Zgodovina
Freske Brancaccijeve kapele so zaradi pomanjkanja uradne dokumentacije uganka za znanstvenike. Morda po naročilu Masolina, ki je imel mlajšega Masaccia za pomočnika, vemo le, da sta po posrednih pričevanjih verjetno začela leta 1424 in da jih je leta 1425 nadaljeval sam Masaccio po Masolinovem odhodu na Ogrsko. Leta 1428 je Masaccio odšel v Rim, kjer je kmalu umrl.
Nekoč je bila Masolinova prisotnost v slikarskem ciklu veliko bolj vidna, saj je naslikal večino lunet v zgornjem registru in obok s štirimi evangelisti. Pravzaprav se je okrasje začelo z zgornjim registrom, uničenim v 18. stoletju, z jadri, dvema lunetama (Masolino) in dvema pollunetama Masaccia oziroma Masolina, od katerih so bili najdeni sledovi sinopije. Okras se je nadaljeval v srednjem in nato v spodnjem registru, ki sta se ohranila do danes. Z izgonom naročnika Feliceja Brancaccija iz mesta (1436) so bile freske dokončno opuščene, portreti družine Brancacci pa deloma pohabljeni. Šele približno petdeset let pozneje, od leta 1480, jih je dokončal Filipino Lippi, ki je poskušal svojo umetnost prilagoditi slogu zgodnje renesanse.
Freske so občudovale in preučevale cele generacije florentinskih umetnikov. Vendar, če je Masacciova slava rasla, je Masolinovo slavo zasenčil njegov slavni spremljevalec, kot je jasno na primer v Vasarijevih Življenjih, kjer so Masolinova dela na splošno slabo upoštevana ali celo v celoti pripisana Masacciu.
Masolinov prizor ozdravljenja in vstajenja, ki ga je baročna obnova kapele rešila pred uničenjem, je počrnil požar leta 1771, ki je uničil velik del cerkve. Sčasoma je na presoje o delu vplivalo njihovo stanje ohranjenosti, ki je skrivalo večino detajlov in občutljivih kromatskih učinkov, zaradi katerih je Masolino postal eden najbolj cenjenih umetnikov dobe, v kateri je živel. Šele z obnovo v letih 1983-1990 je bilo mogoče ponovno odkriti sijajne prvotne barve, saj so bile preslikave odstranjene. Najnovejša kritika je močno na novo ovrednotila Masolinovo delo, objektivno zelo kakovostno, in ga končno pravilno uokvirila kot posrečen izraz mednarodne gotike, ne pa kot zapozneli tradicionalizem v dobi Masacciove renesančne revolucije.

## Opis
Ozdravitev pohabljenca in vstajenje kristjanke Tabite sta dva čudeža svetega Petra, ki sta se po Apostolskih delih zgodila v Lidi oziroma v Jafi in pridobila k veri številne prebivalce obeh mest. Na freski pa sta oba prizora združena v istem prostoru.
Na levi vidite svetega Petra in svetega Janeza, čudežna invalida pred ložo v perspektivi. V evangelijski zgodbi so šli v tempelj k molitvi, kjer je moški, ki je bil od rojstva pohabljen, vsak dan prosil miloščine; ko je zagledal oba, ki sta nameravala vstopiti, ju je prosil za daritev, toda Peter mu je ukazal, naj ga pogleda, in mu »v imenu Jezusa Kristusa Nazarečana« rekel »vstani in hodi«, ga ozdravil od njegove bolezni.
Na desni, ob robu hiše, je upodobljen sveti Peter, ki dela čudež vstajenja. Pobožna ženska, imenovana Tabita, privrženka Jafe, je tiste dni zbolela in umrla, toda Peter je bil takoj obveščen in je, ko je bil v Lidi, odšel posebej, da bi jo videl. Ko je prispel v Jafo, so ga pričakale objokane vdove in mu pokazale tunike in plašče uboge ženske. Ko je Peter vstopil v njeno sobo in prosil, naj ostane sam, je začel moliti, se nato obrnil k njej in ji rekel, naj vstane, nakar je odprla oči in vstala. Masolino je seveda naredil izbor iz svetopisemske zgodbe, ki predstavlja prihod Petra, ki z eno samo kretnjo obudi žensko na začudenje gledalcev.
Središče prizora zavzema vizija takratnih Firenc s trgom v perspektivi (Piazza della Signoria?), z značilnimi hišami z nazobčanimi stebri, med okni visečimi palicami, v ospredju pa mimoidoča dva bogato oblečena meščana, ki hodita ne glede na dogajanje okoli njiju.

## Slog
Za razliko od Masacciovega Davčnega novčiča na nasprotni steni tukaj prizori, ki sestavljajo fresko, niso povezani z logičnim nadaljevanjem, ki ga verižijo kretnje protagonistov, temveč so preprosto postavljeni drug ob drugem in se razbijejo v epizode, ki so, čeprav zelo kakovostne, disperzivne.
Vsakdanje življenje je pripovedovano zelo podrobno, od predmetov, ki visijo z oken (kletke, oblačila, privezane opice), do niza mimoidočih v ozadju. Barvno bogastvo in povsem zunanja pozornost do prijetnih podrobnosti (kot so oblačila, pokrivala) je blizu čudovitemu slogu Gentila da Fabriana in ne more biti dlje od čistega in 'brez okraskov' sloga Masaccia. Masolino je bil boljši od Masaccia pri ustvarjanju prijetnih barv, vendar njegov sladki slog nima dramatike, primerljive s tistim njegovega kolega.
Konstrukcija perspektive je enaka konstrukciji Davčnega novčiča, s točko izginotja na isti točki. A za razliko od Masacciovega prizora se tu črte ne stekajo h temeljnemu detajlu (v tem primeru Kristusovi glavi), temveč v nepomembni točki, na steni ob moških, ki hodita. V uporabi te prostorske tehnike lahko beremo Masolinovo željo po prilagajanju Masacciovim inovacijam, podobno kot se je to zgodilo v kiparstvu z Lorenzom Ghibertijem in Donatellovimi inovacijami.
Pohabljenega na levici, zlasti če ga primerjamo v kontrastu z dvema bogatima Florentincema na sprehodu, lahko beremo kot nekakšno eksplicitno aristokratsko zadovoljstvo v primerjavi med bleščečim svetom dvorov in njegovim skromnim in bednim nasprotjem. Toda pri Masolinu se ta element v primerjavi z drugimi slikarji, kot je Gentile da Fabriano, zdi oslabljen, morda pod vplivom Masaccia, saj opazna slikovna obdelava figuri pohabljenega zagotavlja človeško dostojanstvo, ki je bolj v skladu z idejami florentinske renesanse.
Poteze in izrazi likov na freskah so pogosto generični in idealizirani, z izjemo prizadevanja, da bi v epizodi Tabithinega vstajenja naslikali figure, ujete v začudenju. Čeprav je zelo daleč od rezultatov umetnikov, kot sta Masaccio ali Donatello, Masolino izkazuje določeno spretnost, ki ga postavlja nad druge umetnike mednarodnega gotskega sloga, zaradi česar je osebnost, ki bo najverjetneje sodelovala z revolucionarjem Masacciem.

## Pripis ozadja
Perspektivna natančnost in prepričljiv realizem kvadrata v ozadju sta Roberta Longhija prisilila, da je to območje pripisal Masacciovi risbi, hipoteza, ki je danes večinoma izključena: značilno za Masolinov slog je pravzaprav pozornost do najmanjših podrobnosti, ki odmika od nadaljnjih anekdotičnih prizorov (kletke). ki visijo s drogov, opice na okenskih policah), popolnoma odsotne v lucidni Masacciovi bistvenosti. Zdi se, da Masolina bolj kot zanima zvesta reprodukcija realnosti, zanima drobna radovednost, značilna za 'mednarodni' dvorni okus.
Poleg tega je Berti prvi izpostavil, kako sta bila na isti »dan« poslikana loža (zaradi pretirane gotskosti samozavestno pripisana Masolinu) in del ulice (do tedaj pripisan Masacciu). Del rožnate stavbe med glavo svetega Petra in Tabitino hišo je prav tako del enega dneva z deli Masolina. Ornella Casazza je preučevala tudi Masacciov poseben način razporejanja strešnikov v perspektivi, ki je prisoten v prizorih Vstajenja Teofilovega sina in svetega Petra na stolu, Davčnega novčiča in Razdeljevanje miloščine in Ananijeva smrt, vendar ga v tem prizoru ni.
S tem bi Masolino dobil pomembno mesto v razvoju perspektive v slikarstvu, priznal zasluge »najprepričljivejšega urbanega prostora, ki je bil kadarkoli ustvarjen v slikarstvu do takrat« (Spike, 1995-2002), zlasti glede pročelja hiš in popolnoma skrajšana na levi, ki jo je kmalu izenačil Masaccio v Sveti Peter s svojo senco zdravi bolne. Dejstvo ostaja, da v nobenem od svojih poznejših poskusov prostorske perspektive Masolino ni nikoli dosegel rezultatov, ki bi bili približno primerljivi s tem, niti v baziliki svetega Klementa v Rimu niti v krstilnici v Castiglione Olona. Rešitev je morda v sredini: Masaccio je dal shemo, Masolino pa je naslikal vse ostalo.